# 扎里亞季耶公園

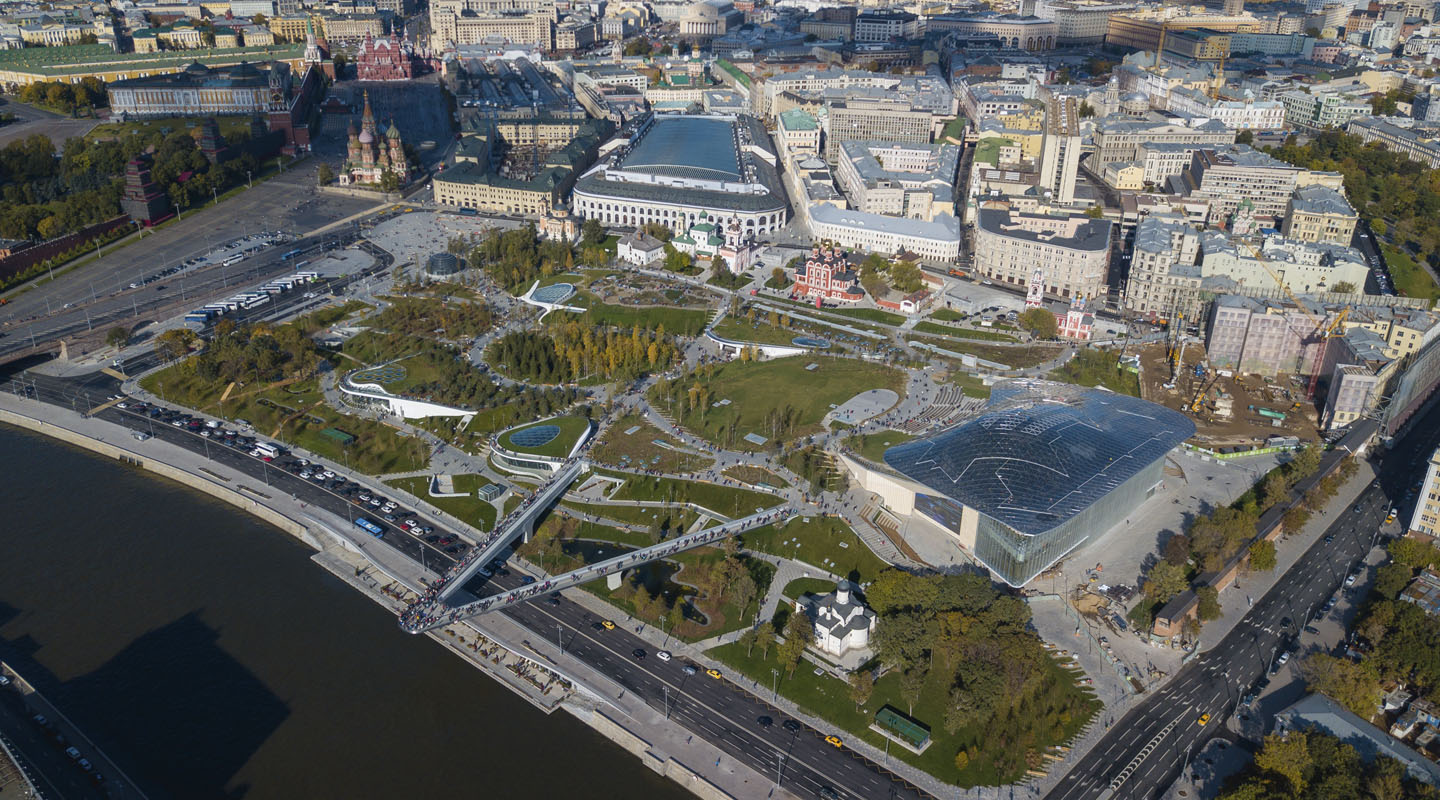
扎里亞季耶公園航拍图

扎里亞季耶公園（俄語：Парк «Зарядье»）是位於俄羅斯首都莫斯科紅場附近的一個公園，是莫斯科自1957年来首座新建公园。

## 特色
公园名字“扎里亚季耶”意为“商铺后面”，本是克里姆林宫外以东的一个商业区。這個公园設計占地面积達到10.2公顷，景区内建有教堂、剧院、宾馆、多媒体中心，以及模拟俄罗斯四个气候区的自然景观。园内还有一座长达70余米的“浮桥”悬于莫斯科河之上。园内标识有俄文、英文和中文三种语言。
1967至2006年曾經是为俄羅斯酒店所在。

## 外部連結
- 官方网站 （页面存档备份，存于）（俄文）